# Бережний Олександр Миколайович
Олекса́ндр Миколайович Бережни́й (8 грудня 1957, м. Ткварчелі, Абхазька АРСР, Грузинська РСР, СРСР — 23 травня 2025) — радянський футболіст, універсал, міг зіграти у будь-якій ланці від захисту до нападу. Гравець збірної СРСР. Майстер спорту (1976).

## Біографія
Народився у шахтарському місті Ткварчелі, що знаходиться у Абхазькій АРСР, Грузинської РСР. З часом сім'я перебралася в місто Суходільськ Луганської області де Олександр почав займатися футболом. Згодом його запросили до краснодонської ДЮСШ звідки в 1973 році він потрапив до луганського спортінтернату. У Луганську його тренером був відомий футбольний фахівець В'ячеслав Першин.
Завдяки вдалим виступам у молодіжній збірній СРСР наприкінці 1975 року опинився у київському «Динамо», тренерський штаб якого саме почав проводити омолодження складу. З основного складу київського «Динамо» зумів потіснити відомого гравця Володимира Трошкіна. Кар'єра молодого гравця розвивалася доволі швидко і вже у 1976 він дебютував у національній збірній СРСР, яку на той час тренував Микита Симонян. А рік потому Бережний вже був основним гравцем київської команди, без котрого важко було уявити динамівський колектив. У складі київського «Динамо» він зумів завоювати численні титули, та найголовніше міг вирости у видатного майстра світового рівня, але через часті травми та порушення режиму був відрахований з команди в 1980 році.
Догравав у клубах Другої ліги чемпіонату СРСР.
Потім працював дитячим тренером в ДЮСШ «Зірка» Київ.
Помер 23 травня 2025 року

## Титули та досягнення
- Чемпіон СРСР: 1977
- Володар Кубка СРСР: 1978
- Володар Кубка сезону СРСР: 1977
- Срібний призер чемпіонату СРСР (2): 1976 (осінь), 1978
- Бронзовий призер чемпіонату СРСР: 1979
- Чемпіон Європи (U-18): 1976
- Бронза Спартакіади:1979